# GFriend
GFriend (кор. 여자친구; иногда стилизуется GFRIEND; читается как «Джифрэнд») — южнокорейская гёрл-группа, сформированная в 2015 году компанией Source Music. Группа состоит из шести участниц: Совон, Йерин, Ынха, Юджу, Синби и Омджи. Дебют группы состоялся 15 января 2015 года с мини-альбомом Season of Glass.
GFriend выиграли множество наград как «Лучшая женская группа-новичок». 23 июля группа выпустила мини-альбом Flower Bud, закрепивший успех группы на корейской музыкальной сцене. В 2016 они вернулись на сцену с третьим мини-альбомом Snowflake, сумев возглавить чарты музыкальных шоу с заглавной песней «Rough». В июле 2016 года группа выпустила первый полноформатный альбом LOL, имевший невероятный коммерческий успех. В 2017 году GFriend вернулись с новой концепцией с их четвертым мини-альбомом, The Awakening, а предварительные заказы на альбом превысили 100 000 копий. GFriend выпустили свой пятый мини-альбом Parallel. В августе 2017 года, альбом был переиздан через месяц под названием Rainbow. В 2018 году GFriend провели свой первый концерт с момента дебюта под названием Season Of GFriend  а позже их первое азиатское турне с таким же названием. GFriend выпустили свой шестой мини-альбом, Time for the Moon Night, в апреле 2018 года и специальный мини-альбом Sunny Summer в июле 2018 года. GFriend дебютировали в Японии со сборником, «GFriend 1st Best», в мае 2018 года. Последние релизы группы состояли из серии 回, которая состояла из двух мини-альбомов и третьего студийного альбома. GFriend были расформированы 22 мая 2021 года после того, как все участницы покинули Source Music по завершении своего шестилетнего контракта.
В сентябре 2024 года было объявлено, что группа воссоединится в 2025 году в честь своего десятилетнего юбилея. Проект воссоединения группы, сингл под названием «Season of Memories» , был выпущен 13 января 2025 года, за которым последовал концертный тур.

## История

### 2015:«Season of Glass»,«Flower Bud»и рост популярности

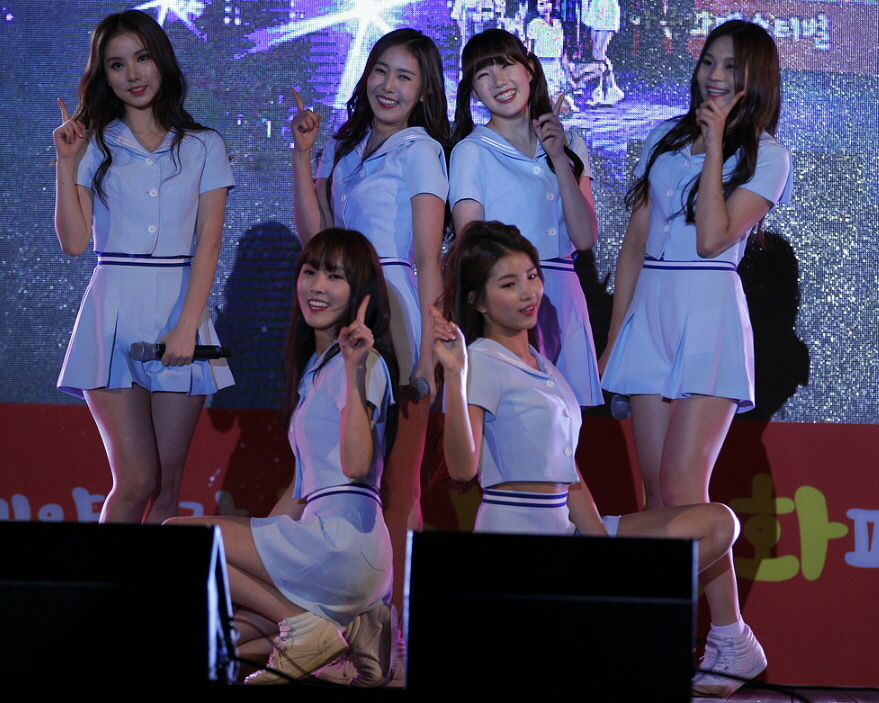
Gfriend в 2015 году

15 января 2015 года GFriend дебютировали с мини-альбомом Season of Glass. Заглавная песня «Glass Bead» дебютировала под номером 12 в Gaon Weekly Chart. 16 января группа произвела официальный дебют на музыкальном шоу Music Bank канала KBS. На видео-портале YouTube клип на песню «Glass Bead» расположился на 9 месте в рейтинге «Самые просматриваемые в мире K-Pop клипы в январе 2015». 28 января 2015 года Billboard упомянули GFriend в качестве одной из пяти K-Pop групп, с творчеством которой нужно обязательно ознакомиться в 2015 году.
После перерыва в несколько месяцев, 23 июля GFriend вернулись на сцену со вторым мини-альбомом Flower Bud и выпустили клип на заглавную песню «Me Gustas Tu». В тот же день началось продвижение нового альбома GFriend на музыкальном шоу M!Countdown канала Mnet.
Группа привлекла к себе внимание широкой публики в сентябре 2015 после появления фанкама (фанатской записи концерта) песни «Me Gustas Tu». Во время выступления на мокрой от дождя сцене девушки упали 9 раз (Юджу - 8, Синби - 1), но не прекратили выступление; в связи с чем группу похвалили за их выдержку и профессионализм.
17 сентября 2015 года о группе вновь заговорили в новостях, в этот раз, как о единственной женской группе, номинированной на «MTV Europe Music Awards» в качестве «Best Korean Act 2015», наравне с такими группами как B1A4, BTS, GOT7 и VIXX.

### 2016:«Snowflake», первые победы на музыкальных шоу и первый полноформатный альбом«LOL»

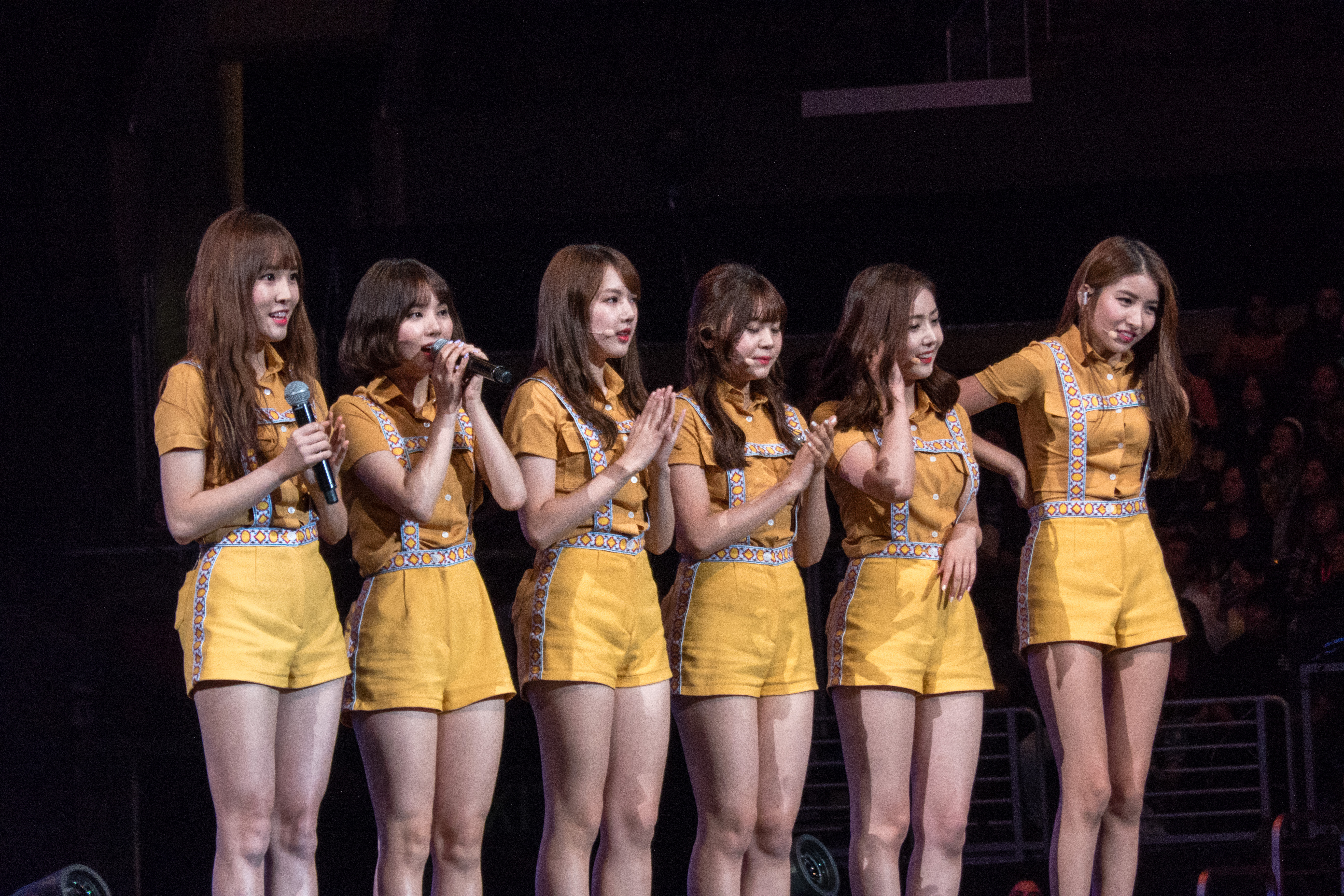
GFriend на KCON2016 в Лос Анджелесе, 30 июля, 2016.

25 января 2016 года состоялся релиз третьего мини-альбома группы под названием Snowflake. Заглавной песней была выбрана «Rough». «Rough» является завершающей частью школьной трилогии, которая состоит также из ранее выпущенных «Glass Bead» и «Me Gustas Tu». В день релиза альбома, GFriend провели свой первый шоукейс, на котором исполнили старые песни, а также представили публике песни из нового альбома. Во время шоукейса группа объявила официальное название своего фандома: «Buddy» (рус.: «друг»). Gfriend начали продвигать свой альбом Snowflake 26 января 2016 на музыкальной программе The Show канала SBS MTV. Альбом дебютировал на 10 позиции мирового альбомного чарта Billboard, а клип на заглавную песню «Rough» занял на YouTube 3 место в рейтинге «Самые просматриваемые в мире K-Pop клипы в январе 2016».
2 февраля 2016 GFriend получили первую награду за песню «Rough» на музыкальном шоу «The Show». Впоследствии девушки одержали ещё 14 побед на музыкальных шоу, включая их первую тройную корону на M! Countdown, Music Bank, Show Champion и Inkigayo. С 15 победами они стали второй гёрл-группой в истории K-Pop, у которой самое большое количество наград в период удержания позиций в чартах после Apink, которые получили 17 наград за их песню «Luv». «Rough» также заняла первую позицию в чарте Gaon за первое полугодие 2016 года.
15 июня стало известно, что GFriend вместе с Mamamoo примут участие в новом сезоне шоу «Showtime». 11 июля был выпущен первый полноформатный альбом группы «LOL», что расшифровывается как «Laughing Out Loud» и «Lots of Love». Было предзаказано 60 000 копий альбома. 19 июля GFriend получили первую награду с заглавной песней «Navillera» на музыкальном шоу The Show.
За 2016 год общая сумма наград GFriend на музыкальных шоу составила 29. Группа поставила рекорд среди женских групп по количеству наград за год, и заняла второе место среди групп в целом, уступив лишь EXO.

### 2017:The Awakening,Parallelи переизданиеRainbow

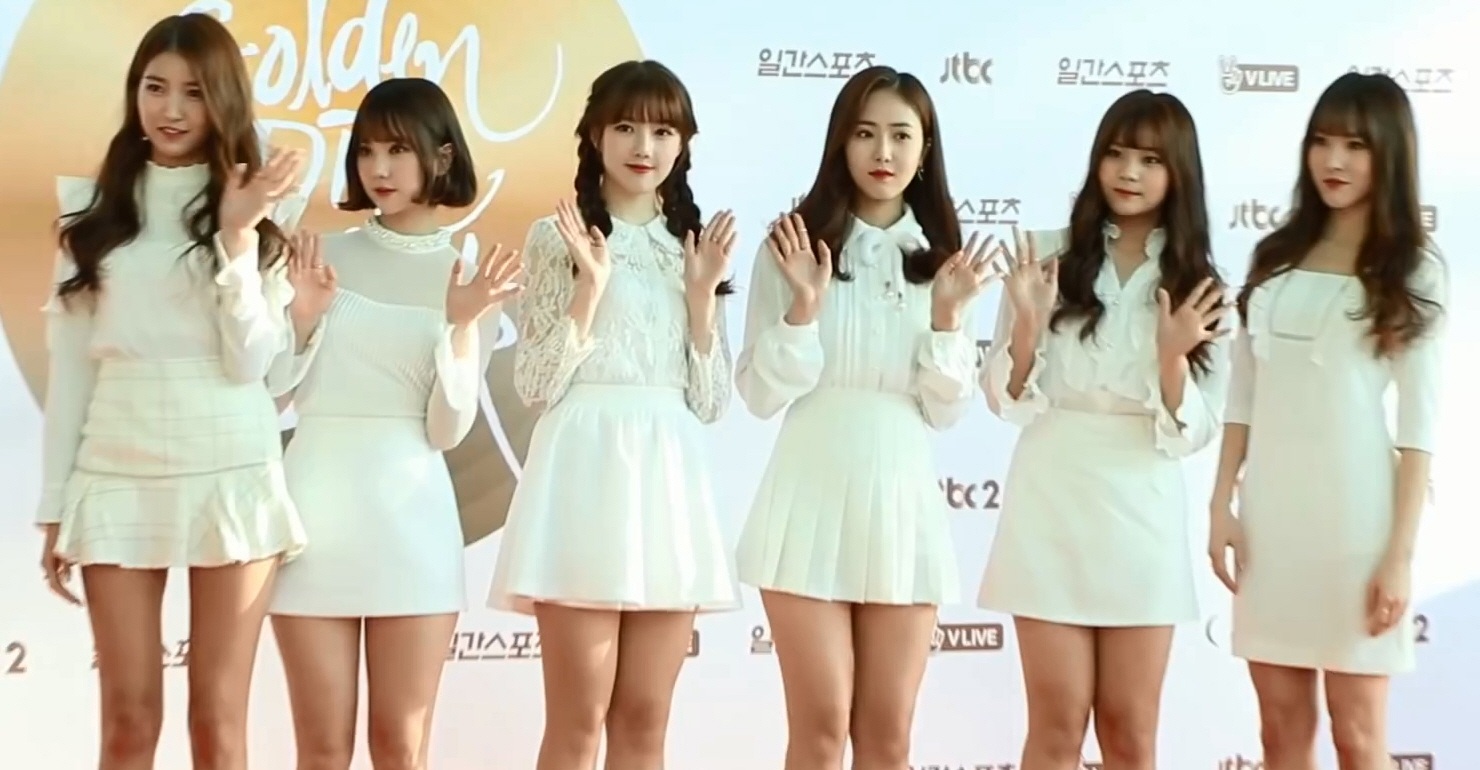
GFriend на премии «Golden Disc Award», январь 2017 года

23 февраля 2017 года было объявлено, что GFriend выпустят новый альбом 6 марта. 27 февраля стало известно название предстоящего альбома, The Awakening, и заглавного сингла, «Fingertip». Альбом был предзаказан более 100 000 раз, что превзошло их предыдущий высший результат 60 000 предзаказанных копий альбома «LOL». Также, альбом дебютировал на пятой строчке мирового альбомного чарта Billboard. 14 марта и 11 апреля GFriend с песней «Fingertip» выиграли две награды на музыкальном шоу The Show.
1 августа 2017 года у GFriend состоялся выход пятого мини-альбома Parallel, и премьера видеоклипа на главный сингл «Love Whisper». За первые сутки он набрал более 9 миллионов просмотров, расположившись на пятом месте по просмотрам среди всех kpop-групп. Группа одержала ряд побед на различных музыкальных шоу. 13 сентября альбом был переиздан под названием «Rainbow», заглавный сингл получил название «Summer Rain».

### 2018:Time for the Moon Night,Sunny Summer,Memoriaи японский дебют

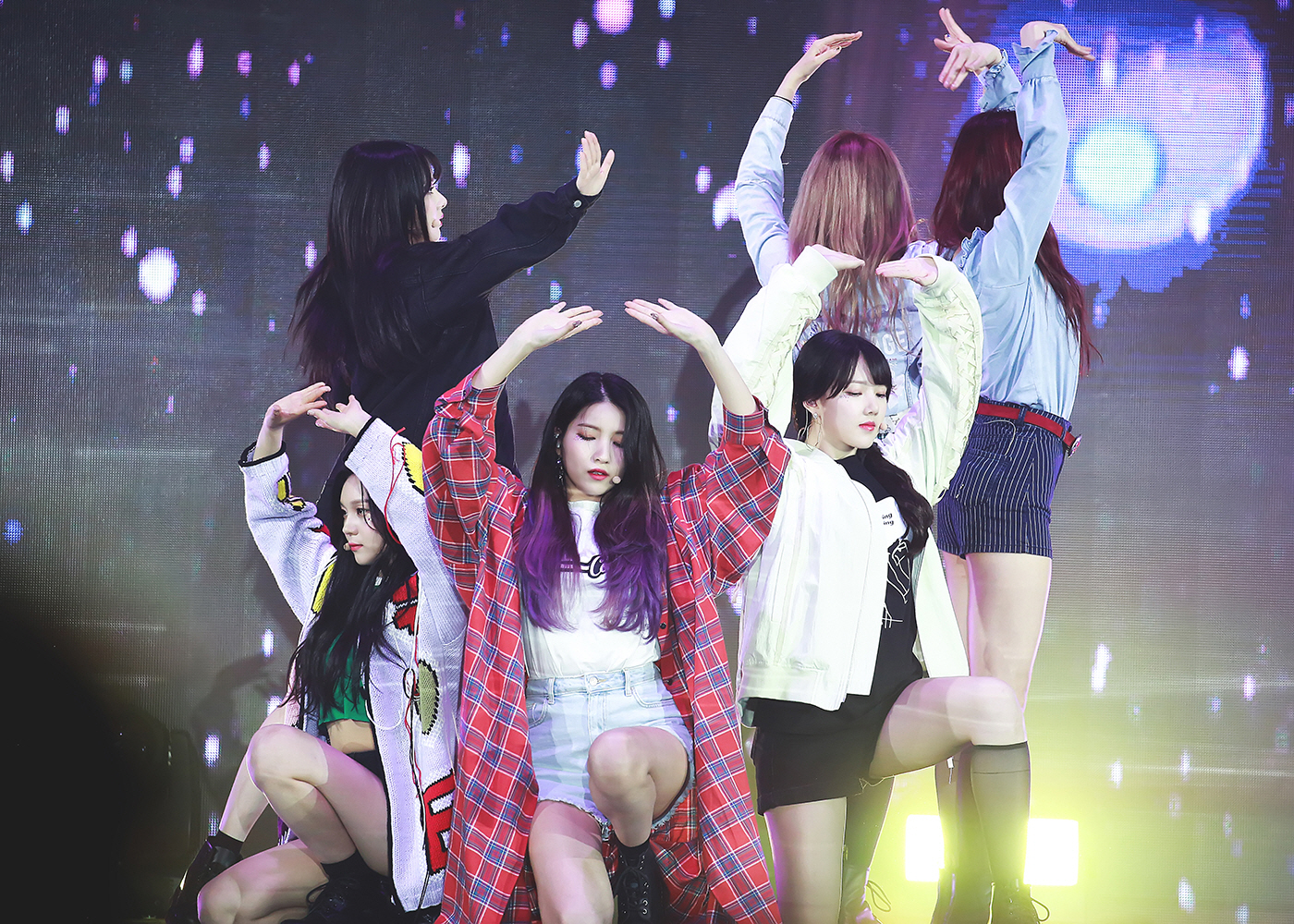
GFriend выступают с песней «Time for the Moon Night», апрель 2018.

GFriend начали год с их первого сольного концерта Season of GFriend который прошёл 6 и 7 января 2018 года. GFriend подписал контракт с  King Records.
Их шестой мини-альбом, Time for the Moon Night, установил новый рекорд для группы, заняв первое место в 10 странах мира на iTunes. Он дебютировал на #1 строчке в top Download, Album & Social chart на верхнем графике Кореи Gaon, и было продано более 84,000 копий в Южной Корее. На следующей неделе было сообщено, что группа связана с Girls Generation и Twice как гёрл-группы с большинством записей в топ-10 Billboard World Albums Chart, по 5 записей в каждой.  На второй неделе продвижения альбома GFriend завоевали шесть наград в южнокорейских музыкальных программах, сделав Time for the Moon Night первой песней 2018 года, завоевавшей все призы на музыкальных программах.
В конце мая группа отправилась в Японию, чтобы продвигать свой сборник-альбом GFriend 1st Best, который был выпущен 23 мая. Он занячл 10 место в еженедельном альбомном чарте Oricon.
19 июля GFriend выпустила летний мини-альбом Sunny Summer. Альбом GFriend дебютировал в чарте Billboard Social 50 на 30 строчке, через неделю после выхода альбома.
10 октября GFriend выпустили свой первый японский сингл «Memoria / 夜 (Time for the moon night)». Сингл дебютировал на 6 строчке в Oricon. И на 5 строчке в Billboard Japan.

### 2019:Time for Us,японские синглы,Fever SeasonиFallin' Light

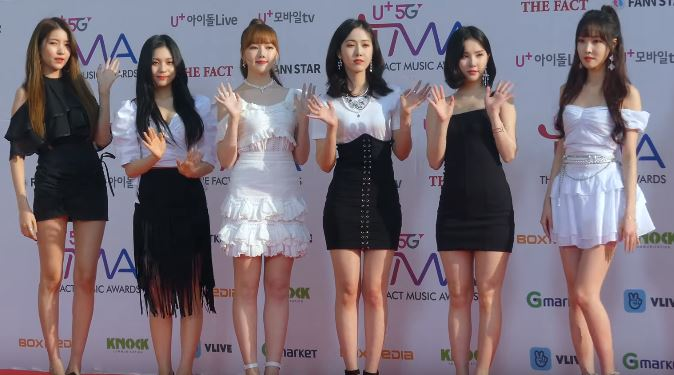
GFriend в апреле 2019 года.

14 января GFriend выпустили свой второй студийный альбом Time for Us с заглавным треком «Sunrise».
Time for Us стал самым продаваемым корейским альбомом группы с более чем 86,000 копий, проданных на основе Gaon Chart. 13 февраля GFriend выпустили свой второй японский сингл «Sunrise (JP ver.) / La Pam Pam». 13 марта GFriend выпустили свой третий японский сингл «Flower / Beautiful».
1 июля GFriend выпустили свой седьмой мини-альбом, Fever Season, с заглавным треком «Fever». Мини-альбом состоит из восьми треков, включая инструментальную версию заглавного трека. Группа также продвинулась в Японии, сотрудничая с японской поп-группой Sonar Pocket и выпустила японский сингл Oh Difficult – Sonar Pocket×GFriend, 3 июля.
13 ноября GFriend выпустили свой первый японский студийный альбом Fallin' Light с его одноименным синглом.

### 2020—2021: Серия回, и расформирование
GFriend выпустили восьмой мини-альбом 回:Labyrinth 3 февраля 2020 года с заглавным синглом «Crossroads».
13 июля GFriend выпустили девятый мини-альбом 回:Song of the Sirens с заглавным синглом «Apple».
11 сентября на официальном японском сайте группы было объявлено, что выйдут два японских сингла: 回:Labyrinth ~Crossroads~, содержащие японские версии «Crossroads» и «Labyrinth», выпущенные 14 октября, и 回:Song of the Sirens ~Apple~, содержащие японские версии «Apple» и «Tarot Cards», выпущенные 21 октября.
31 октября состоялся онлайн-концерт «GFRIEND C:ON».
9 ноября группа выпустила третьий студийный альбом 回:Walpurgis Night, с заглавным синглом «Mago».
18 мая 2021 года было объявлено, что все участницы покинут Source Music 22 мая по завершении шестилетнего контракта. 22 мая все шесть участниц покинули Source Music по завершении своего шестилетнего контракта, и группа официально распалась.

### 2024–настоящее время: Воссоединение для проекта в честь десятилетия
24 сентября 2024 года Source Music подтвердил, что участники GFriend воссоединятся в январе 2025 года для специального проекта, посвященного их десятилетию. В ноябре 2024 года Ilgan Sports сообщил, что в январе 2025 года «специальным проектом» станет альбом, но размер и концепция еще не были определены.
«Season of Memories», специальный альбом, посвященный десятилетию GFriend, был анонсирован 2 декабря 2024 года. Альбом был выпущен 13 января 2025 года, ему предшествовал одноименный предрелизный сингл 6 января. Группа также провела три концерта в Olympic Hall, Сеул, с 17 по 19 января, наряду с четырьмя другими концертами в Азии в марте.

## Участницы
| Сценический псевдоним | Сценический псевдоним | Настоящее имя | Настоящее имя | Дата рождения | Позиция в группе                        |
| Основной              | Английский            | На русском    | Хангыль       | Дата рождения | Позиция в группе                        |
| --------------------- | --------------------- | ------------- | ------------- | ------------- | --------------------------------------- |
| Совон                 | Sowon                 | Ким Со Джон   | 김소정        | 07.12.1995    | Лидер, (главный рэпер), вокалистка      |
| Йерин                 | Yerin                 | Чон Йе Рин    | 정예린        | 19.08.1996    | Лицо группы, ведущий танцор, вокалистка |
| Ынха                  | Eunha                 | Чон Ын Би     | 정은비        | 30.05.1997    | Ведущая вокалистка                      |
| Юджу                  | Yuju                  | Чхве Ю На     | 최유나        | 04.10.1997    | Главная вокалистка                      |
| Синби                 | SinB                  | Хван Ын Би    | 황은비        | 03.06.1998    | Главный танцор, вокалистка              |
| Омджи                 | Umji                  | Ким Йе Вон    | 김예원        | 19.08.1998    | Вокалистка, (ведущий рэпер), макнэ      |

Позиция рэпера не является официальной. Так как в песнях GFriend рэп-партии встречаются крайне редко.

## Дискография
| Корейские альбомы Студийные альбомы LOL (2016) Time for Us (2019) 回:Walpurgis Night (2020) Мини-альбомы Season of Glass (2015) Flower Bud (2015) Snowflake (2016) The Awakening (2017) Parallel (2017) Time for the Moon Night (2018) Sunny Summer (2018) Fever Season (2019) 回:Labyrinth (2020) 回:Song of the Sirens (2020) | - Season of Memories (2025) - Fallin' Light (2019) |  |

## Фильмография

### Реалити-шоу
| Год  | Канал                              | Название | Заметки                                                 |
| ---- | ---------------------------------- | --- | ------------------------------------------------------- |
| 2015 | SkyPetPark                         | GFriend! Пожалуйста, позаботьтесь о щенках GFriend! Please Take Care of the Puppies / 여자친구! 강아지를 부탁해 | 12 эпизодов                                             |
| 2015 | MBC Music                          | Один прекрасный день с GFriend GFriend One Fine Day/ 여자친구의 어느 멋진 날                                    | 4 эпизода, съёмки прошли на Филиппинах                  |
| 2016 | iMBC                               | GFriend — куда вы собрались?! На Чеджу GFriend - Where R U Going?! in Jeju / 여자친구 — 어디 감수광?! in 제주도 | 7 эпизодов, съёмки прошли на острове Чеджу              |
| 2016 | MBC Every1                         | Шоутайм Mamamoo и GFriend MAMAMOO x GFriend Showtime / 마마무X여자친구의 쇼타임                                 | 8 эпизодов, совместное шоу с Mamamoo                    |
| 2016 | skyTravel                          | Европа, которую любят GFriend GFriend Loves Europe / 여자친구가 사랑한 유럽                                     | 8 эпизодов, съёмки прошли в Австрии, Венгрии и Словении |
| 2017 | The Friends in Adriatic Sea        | KStar, Cube TV, E! Asia                                                                                         | Снято в Италии и Словении, 5 эпизодов                   |
| 2019 | GFriend Summer Vacation in Okinawa | U-Next | Снято на Окинаве, Япония, 10 эпизодов                   |

### DVDs
- GFriend - Where R U Going?
- 2017 Season's Greetings
- 2018 Season's Greetings
- 1st Concert "Season of GFriend"
- 2019 Season's Greetings "Be In Full Bloom"
- 1st Concert "Season of GFriend" (Encore)
- GFriend 1st Photo Book "여자친구"

## Концерты и туры

### Хэдлайнеры, концерты и туры
- GFriend 1st Asia Tour: Season of GFriend (2018)
- GFriend Spring Tour 2019: Bloom (2019)
- GFriend 2nd Asia Tour: Go Go GFriend! (2019)
- GFriend Online Concert: GFriend C:ON (2020)

### Участие в концертах
- Big Hit Entertainment's New Year's Eve Live Concert (2020)

### Шоукейсы
- GFriend L.O.L Showcase (2016)
- GFriend Premium Showcase in Japan (2018)

## Награды и номинации
Группа одержала свою первую награду «Лучший новый женский исполнитель» 7 ноября 2015 года на Melon Music Awards. Их первая победа на музыкальном шоу состоялась 2 февраля 2016 года на The Show с песней «Rough», после чего группа получила в общей сложности 15 наград на музыкальных шоу во время продвижения песни. Во время промоушена «Navillera» они получили 14 награды на музыкальных шоу, сделав их одной из женских групп с наибольшим количеством побед, полученных в течение года, в общей сложности 29 побед.